# Dactylocladius tenuicrus
Dactylocladius tenuicrus är en tvåvingeart som först beskrevs av Jean-Jacques Kieffer 1911.  Dactylocladius tenuicrus ingår i släktet Dactylocladius och familjen fjädermyggor.
Artens utbredningsområde är Bangladesh. Inga underarter finns listade i Catalogue of Life.